# Pixel 9
Il Pixel 9 (chiamato anche Google Pixel 9) è uno smartphone Android della linea Google Pixel, successore del Pixel 8.
Il telefono è stato presentato ufficialmente il 13 agosto 2024, insieme al Pixel 9 Pro e al Pixel Fold 2. Questo modello porta miglioramenti significativi in termini di prestazioni, fotocamera e durata della batteria.

## Caratteristiche tecniche
Il Pixel 9 è alimentato dal processore Google Tensor G4, ottimizzato per l'intelligenza artificiale e prestazioni elevate. È equipaggiato con Android 14, che offre nuove funzionalità di personalizzazione e sicurezza. Il dispositivo dispone di una batteria da 4700 mAh con supporto per la ricarica rapida e la ricarica wireless. La fotocamera principale da 50 MP è supportata da tecniche avanzate di fotografia computazionale, inclusa una modalità notturna migliorata.
Il Pixel 9 fa parte di una famiglia di dispositivi che include anche il Pixel 9 Pro, Pro XL e il Pixel Fold 2. Tutti i modelli condividono il processore Tensor G4 e sono disponibili in diverse configurazioni di memoria: 128 GB, 256 GB, 512 GB e 1 TB, le ultime due disponibili solo per le versioni "Pro".

## Varianti

### Pixel 9 Pro e Pro XL
Il Pixel 9 Pro si distingue per  una fotocamera migliorata rispetto al modello base. Offre un'esperienza d'uso ottimizzata per gli appassionati di fotografia e gli utenti più esigenti. La variante Pro XL mantiene le stesse caratteristiche della versione "Pro" ma con uno schermo più grande.

### Pixel Fold 2
Il Pixel Fold 2 è la seconda generazione di dispositivi pieghevoli di Google. È pensato per il multitasking e la produttività, grazie al suo design pieghevole e alle ottimizzazioni software dedicate.